# 伊賀越 (会社)
伊賀越株式会社（いがごえ、英: IGAGOE CO., LTD.
）は、三重県伊賀市（旧：上野市）に本社・工場を置く日本の食品メーカー。「天然蔵」を主力ブランドとし、主に三重県を中心に販売する。

## 概要
主に醤油・味噌などの調味料の製造・販売を行っている。このほか、同製品を使った漬物も生産する。
社名は「伊賀越え」に由来する。伊賀越えとは、畿内から伊賀国（現在の三重県伊賀地方）の険しい山々を抜けて東国へ行くことを意味する。本能寺の変を受けて徳川家康が明智光秀の追っ手から逃れた「神君伊賀越え」や、日本三大仇討ちの1つとして知られる鍵屋の辻の決闘の舞台となるなど歴史上意義深いことから社名に採用された。
主力ブランドの「天然蔵」の名は、昔ながらの蔵元で四季の寒暖を利用した、天然発酵熟成によって生産していることに由来する。

## 事業所・店舗
- 本店・本社工場（三重県伊賀市上野茅町2667-1）
  - 天然蔵店舗を併設。
- 本社事務所・第2工場 [ゆめが丘工場] （三重県伊賀市ゆめが丘7-2-1、ゆめぽりす伊賀内）
  - ISO9001認証取得。
  - 製造事業部西日本営業所を併設。
- 銀座店「本城」（三重県伊賀市上野恵美須町1560）
- 販売事業部（三重県伊賀市問屋町67）
- 卸事業部（酒類）（三重県伊賀市服部町758-5）
- 製造事業部東日本営業所（東京都中野区中央3-28-2）

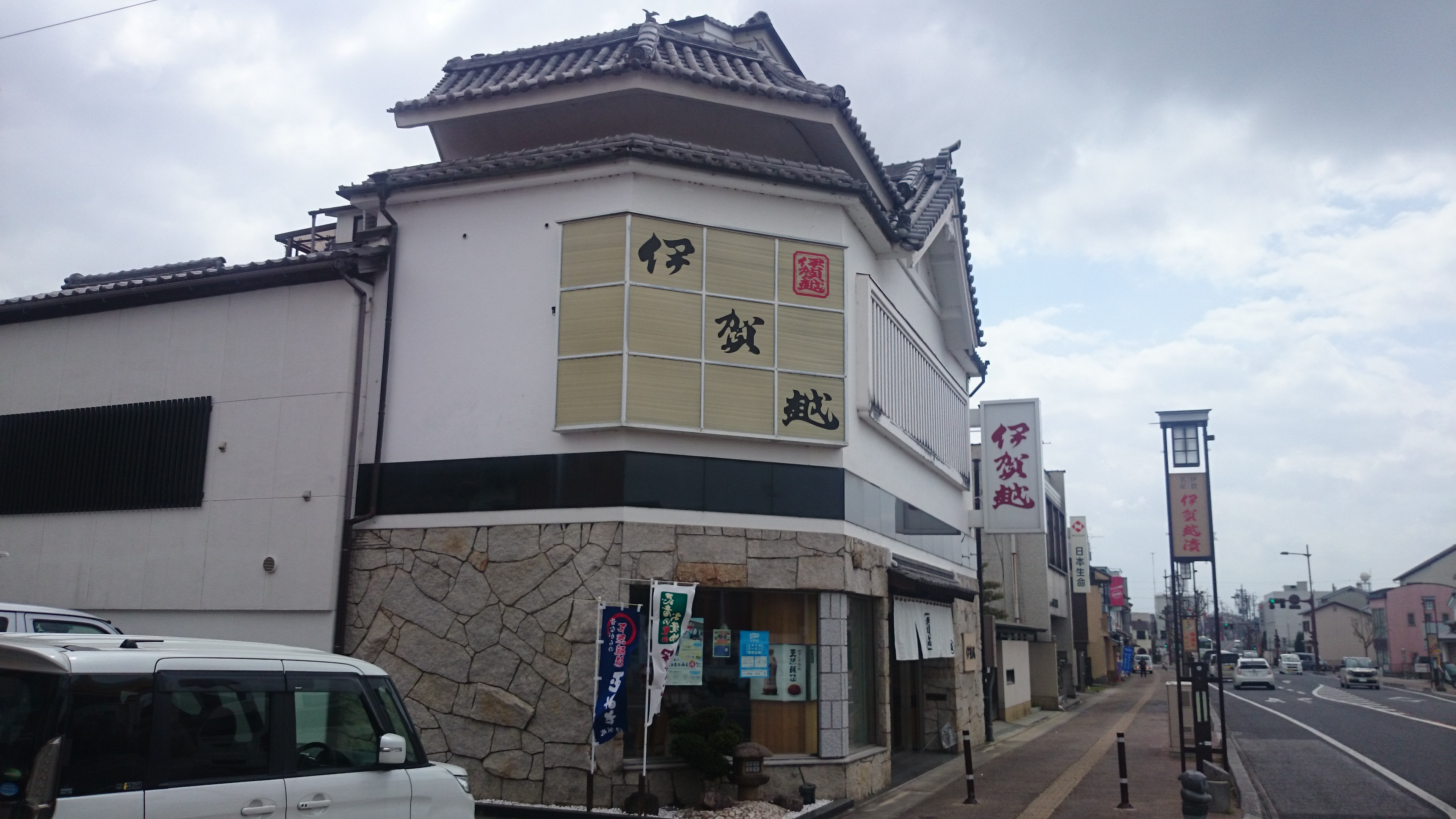
伊賀越銀座店「本城」
（三重県伊賀市上野恵美須町）

## 沿革
- 1873年（明治6年） - 三重県阿拝郡三田村（現在の伊賀市）に本城嘉平次の二男として生まれた本城金輔が接骨医の傍ら味噌販売業を始める（創業）。
- 1902年（明治35年） - 味噌・醤油の醸造及び漬物の製造を始める。
- 1921年（大正10年） - 大手調味料メーカーとの特約卸売商を始める。
- 1967年（昭和42年） - 上野市（現在の伊賀市）茅町の田畑4,500平方メートルを3年間で5軒の地主から順次取得。工場移転計画を立て、埋立造成を行う。同町取得用地内の660平方メートルに「伊賀越漬」工場を新築の上、地下漬込み用コンクリートタンク15トン用15基と低温製造の冷蔵設備、無添加の加熱殺菌機を整え、手狭となった同市恵美須町から移転（現在の本店・天然蔵）。
- 1973年（昭和48年） - 会社設立[1]。
- 1997年（平成9年） - 上野市ゆめが丘の「上野新都市ゆめぼりす伊賀」内に建設された第2工場操業開始。
- 2002年（平成14年） - 日本農林規格（JAS）の「特級」格付けを得るため、現物と異なる成分のサンプルを提出していたことが発覚[2]。この時問題が指摘された「うすくちしょうゆ」は安全性には問題はなかったが店頭から回収され、現在は生産していない[2]。
- 2003年（平成15年） - 国際標準化機構（ISO）よりISO9001の登録証を受ける。
- 2007年（平成19年） - 総務省の「ふるさと企業大賞（総務大臣）賞」受賞。
- 2008年（平成20年） - 子会社の伊賀酒類卸販売株式会社を吸収合併。

## 商品
贈答用詰め合わせを除く。以下、2022年3月現在発売している物を示す。
| - 天然蔵こんぶしょうゆ - 天然蔵の一番しぼり - 天然蔵の昔造り - 国産丸大豆天然蔵しょうゆ - 国産丸大豆しょうゆ - 一番しぼり（濃口） - 天然醸造（濃口） - さしみたまり - たまごにかけるだし醤油 - 天然蔵かつおだししょうゆ - 天然蔵ゆず山のぽんず - 天然蔵のぽんず - 天然蔵のつゆ - すき焼きのたれ - お料理じょうず - 天然蔵合わせみそ - 天然蔵田楽みそ - 天然蔵玉みそ - 天然蔵米みそ - 天然蔵みそ - ゆっくり熟成みそ - 家伝玉みそ - 田楽みそ - 玉みそ - 味噌マッチソース | - ちょっと白うりピリ辛 - ちょっときゅうり - ちょっと伊賀漬 - ピリ辛白うり漬 - 大根きゅうり漬 - 味きゅうり - 味しょうが - 紅しょうが - 伊賀越漬 - 伊賀漬 - ちょっとしいたけ - ちょっとしめじ - ちょっとふき - 味しいたけ - 味しめじ - えりんぎ - 山ぶき |

## 社是
2大柱を掲げている。
- 『お客様に安全で安心・満足して頂ける製品造り』
  - 添加物等を使用しないとともに、極力低価格で販売する。
- 『天然醸造の価値』
  - 他社が採用している人工的な「加温速醸」を行わず、天然醸造にこだわる。